# Greg Abbott
Gregory Wayne (Greg) Abbott (Wichita Falls, 13 november 1957) is een Amerikaans advocaat en politicus van de Republikeinse Partij. Sinds januari 2015 is hij de gouverneur van de Amerikaanse staat Texas.

## Biografie
Abbott werd geboren in Wichita Falls, maar verhuisde op zesjarige leeftijd met zijn ouders mee naar Longview. Na het doorlopen van de middelbare school in Duncanville ging hij studeren aan de Universiteit van Texas in Austin, waar hij in 1981 een Bachelor of Business Administration in financiën behaalde. Vervolgens verwierf hij in 1984 een Juris Doctor-graad aan de Vanderbilt University in Nashville (Tennessee).
In juli 1984, op 26-jarige leeftijd, raakte Abbott blijvend verlamd toen hij na een storm aan het joggen was en geraakt werd door een vallende eik. Sindsdien lijdt hij aan een dwarslaesie en maakt hij gebruik van een rolstoel.
Tussen 1984 en 1992 was Abbott werkzaam bij een advocatenkantoor in Houston. Door toenmalig gouverneur George W. Bush werd hij in 1995 benoemd tot rechter van het Hooggerechtshof van Texas, een functie die hij ruim vijf jaar behield. Daarna stelde Abbott zich aanvankelijk verkiesbaar voor de post van luitenant-gouverneur van Texas, maar toen ook de functie van procureur-generaal ter beschikking kwam, besloot hij zijn campagne op die post te richten. Hij won de verkiezing, trad aan in 2002 en werd nadien nog twee keer herkozen. Met een dienstverband van twaalf jaar werd Abbott de langstzittende procureur-generaal in de geschiedenis van Texas. In deze periode verwierf hij onder meer nationale bekendheid door zijn succesvolle verdediging in de zaak Van Orden v. Perry, waarin hij er namens de staat Texas voor pleitte om de Tien Geboden publiek te mogen tentoonstellen voor het Capitool van Texas in Austin. Het gerechtshof oordeelde dat dit inderdaad grondwettelijk was.
In 2014, toen de Texaanse gouverneur Rick Perry na 14 jaar zijn aftreden aankondigde, stelde Abbott zich kandidaat om hem op te volgen. Hij kreeg in de Republikeinse voorverkiezing meer dan 90% van de stemmen en wist bij de algemene gouverneursverkiezing ook zijn Democratische tegenstander Wendy Davis met ruime cijfers te verslaan. Hiermee werd Abbott verkozen tot gouverneur van Texas. Hij werd in januari 2015 ingezworen in de hoofdstad Austin.
In 2018 werd Abbott herkozen voor een tweede ambtstermijn als gouverneur. Deze ging van start in januari 2019 en loopt tot januari 2023.
Bij de gouverneursverkiezingen 2022 moest hij het opnemen tegen de Democraat Beto O'Rourke en hij won de verkiezingen waardoor hij zijn gouverneurschap met vier jaar verlengde.